# Juan de Urruela
Juan de Urruela y Morales Palomo de Ribera y Valenzuela (Ciudad de Guatemala, 29 de enero de 1881-Barcelona, 16 de diciembre de 1947), v marqués de San Román de Ayala, fue un aristócrata y deportista guatemalteco de ascendencia española. Fue el primer portero del Fútbol Club Barcelona.

## Biografía

### Vida familiar y nobiliaria
Juan de Urruela nació en 1881 en la Ciudad de Guatemala, en el seno de una familia de origen español. Su bisabuelo, José Eleuterio de Urruela, natural de Retes de Llanteno, Álava, había emigrado a los territorios españoles de América Central en el siglo XVIII.
Durante su juventud Juan de Urruela regresó a España y se instaló en Barcelona. En 1907 contrajo matrimonio con Águeda Sanllehy y Girona, hija de los marqueses de Caldas de Montbuy.
En 1916 el rey Alfonso XIII rehabilitó en su favor el marquesado de San Román de Ayala, título que había pertenecido a sus ancestros. En 1919 fue nombrado mayordomo de semana del monarca español. Ese mismo año su hermana Isabel de Urruela y Morales recibió del título de I marquesa de Retes.
Tuvo seis hijos: María, Isabel, María de las Mercedes, Águeda, María Teresa y José Luis, quien heredó el marquesado de San Román de Ayala de su padre y el marquesado de Retés de su tía. Entre sus descendientes actuales se encuentran su biznieta, Ágatha Ruiz de la Prada.

### Trayectoria como deportista
Ha pasado a la historia por ser el guardameta del FC Barcelona en el primer partido de su historia, disputado el 8 de diciembre de 1899, en el velódromo de la Bonanova frente a la colonia inglesa barcelonesa, que ganó por 1-0. A pesar de la derrota, la crónica publicada al día siguiente en La Vanguardia destacó la buena actuación de Urruela:

Desde los primeros golpes se distinguieron los señores Harry Gamper, capitán, Urruela, Lomba y Wild, por su acierto en dirigir la pelota. [...] No puedo terminar sin hacer especial mención de un punto disputadísimo que salvó el «goal-keeper» del «Barcelona Club», señor Urruela, quien fue saludado con un aplauso por parte de los asistentes, entusiasmados ante la vehemencia con que fue defendida la entrada de la pelota.

Juan de Urruela también participó en los tres siguientes partidos de los azulgranas, aunque en dos lo hizo como jugador de campo: el 24 de diciembre contra el Català (3-1) y el 26 de diciembre en la revancha contra la colonia inglesa (2-1). Finalmente volvió a defender la meta el 6 de enero de 1900, de nuevo contra los ingleses (0-3).
Tras dejar el fútbol practicó el tenis y el polo en el Real Club de Polo.